# Queso rallado

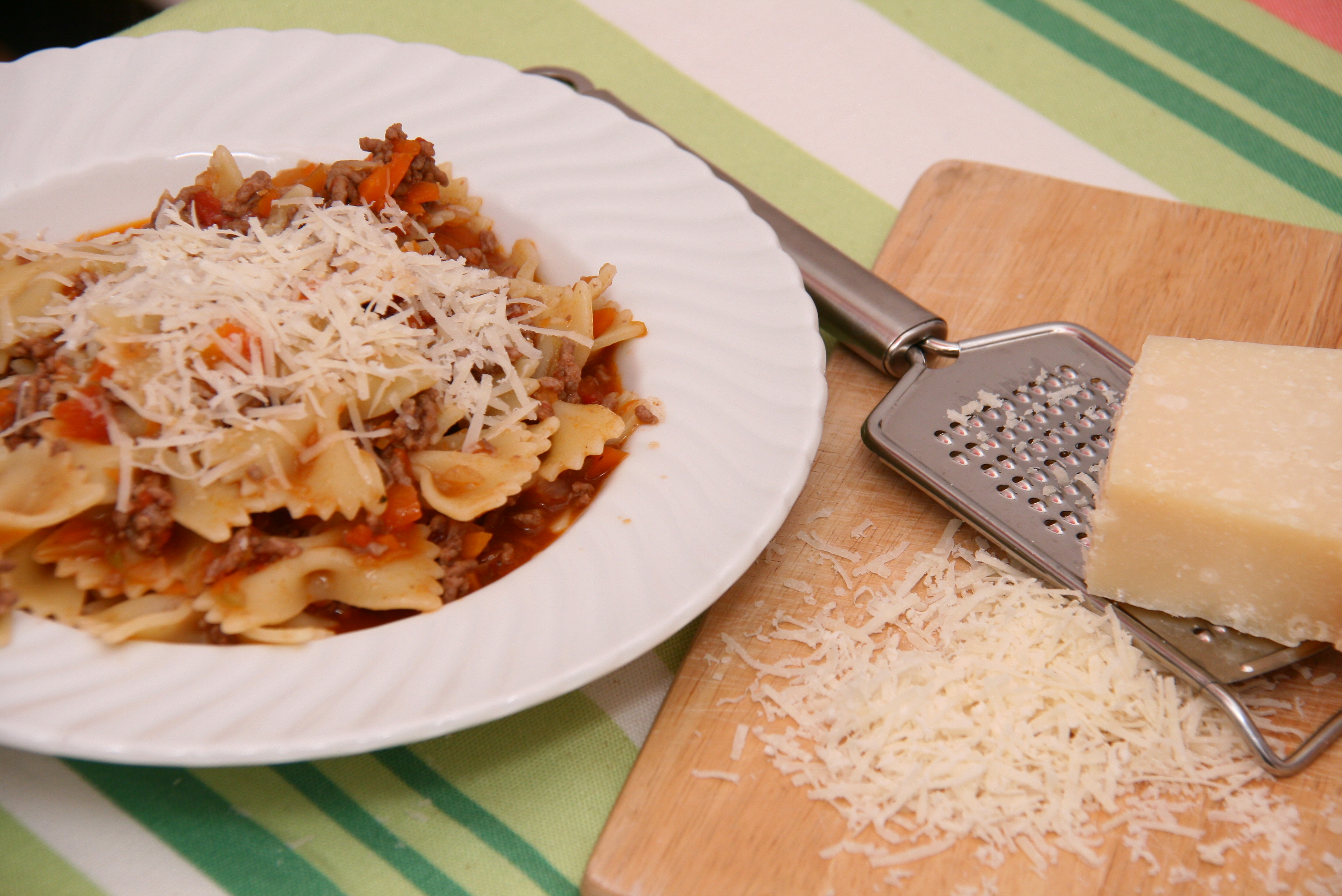
Un plato de pasta con salsa boloñesa y queso rallado por encima.

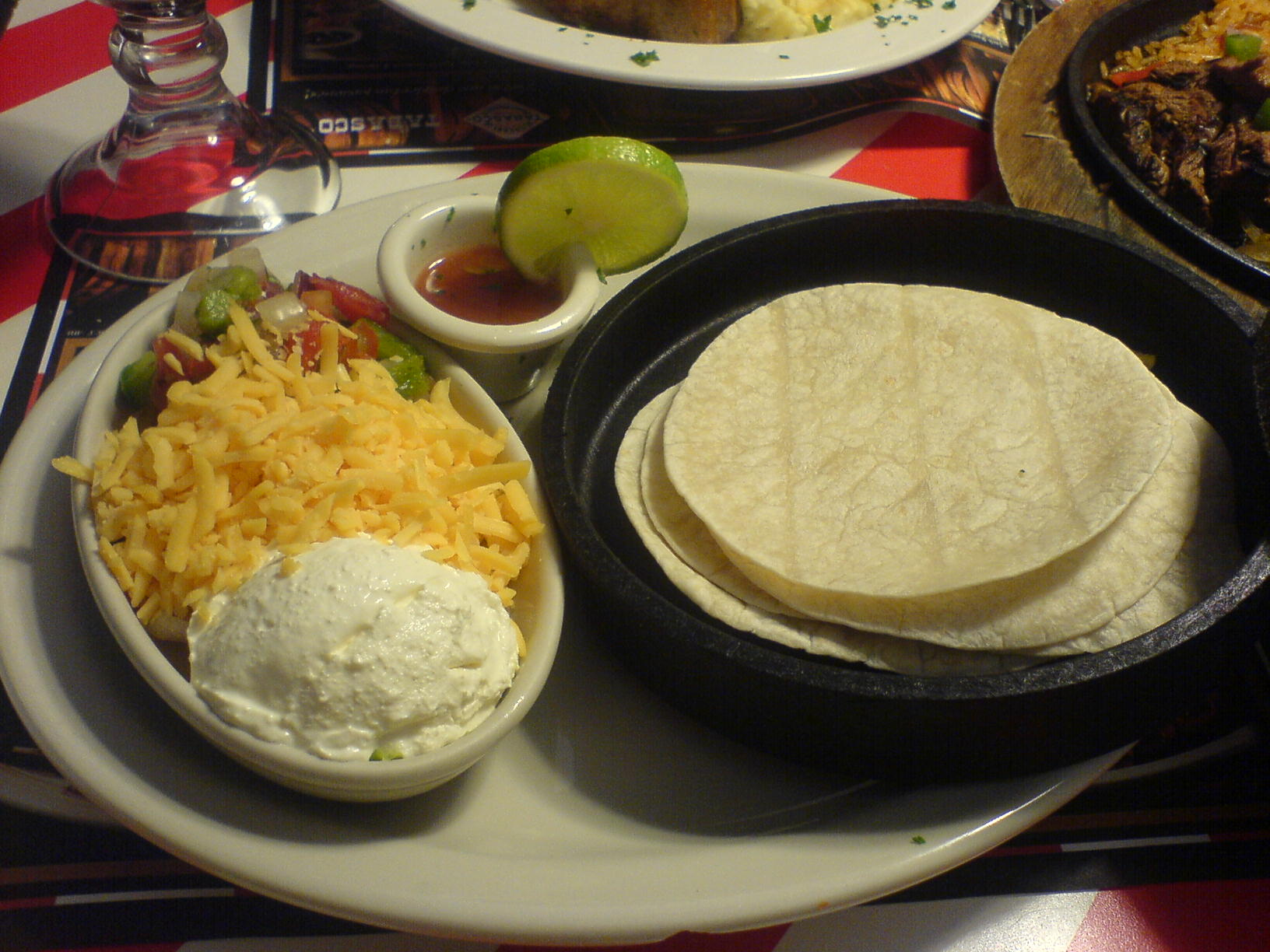
Uno de los ingredientes de las fajitas mexicanas es el queso rallado, puede verse a la izquierda de la figura.

Se denomina queso rallado (en italiano: formaggio grattugiato [foɾˈmaʤːʤo ˌgratˑtuˈʤaːto]) al producto que se obtiene a partir del rallado de una pieza de queso generalmente de reggiano, reggianito o parmesano. Puede comprarse ya rallado de fábrica y debidamente empaquetado o hacerlo de forma casera valiéndose de un rallador. En algunas ocasiones se elabora el queso rallado con objeto de que funda mejor y recubra en estado líquido un alimento.

## Quesos rallados
Habitualmente se suelen emplear diferentes quesos rallados, casi todos ellos empleados por su gran aroma y sabor:
- Cheshire
- Parmesano
- Red Leicester
- Cheddar
- Queso edam
- Pecorino romano

Hoy en día se comercializa ya rallado en envases de plástico sellados en unas bolsas de plástico y no resulta difícil encontrarlos en cualquier supermercado de Europa o América, ubicados por regla general en la zona de los lácteos. Estos quesos rallados suelen estar elaborados de queso procesado (especialmente aquellos que son indicados para fundir, o para gratinar), en algunas ocasiones se inyecta algún gas inerte de conservación (nitrógeno) que permite mejorar su conservación, en la mayoría de los casos se trata de una bolsa 'zip’ (autocierre) facilita que la bolsa, una vez abierta, quede cerrada y pueda abrirse de nuevo garantizando la buena conservación del producto. En algunos casos el queso rallado se emplea para dar una decoración final a un plato.

## Usos

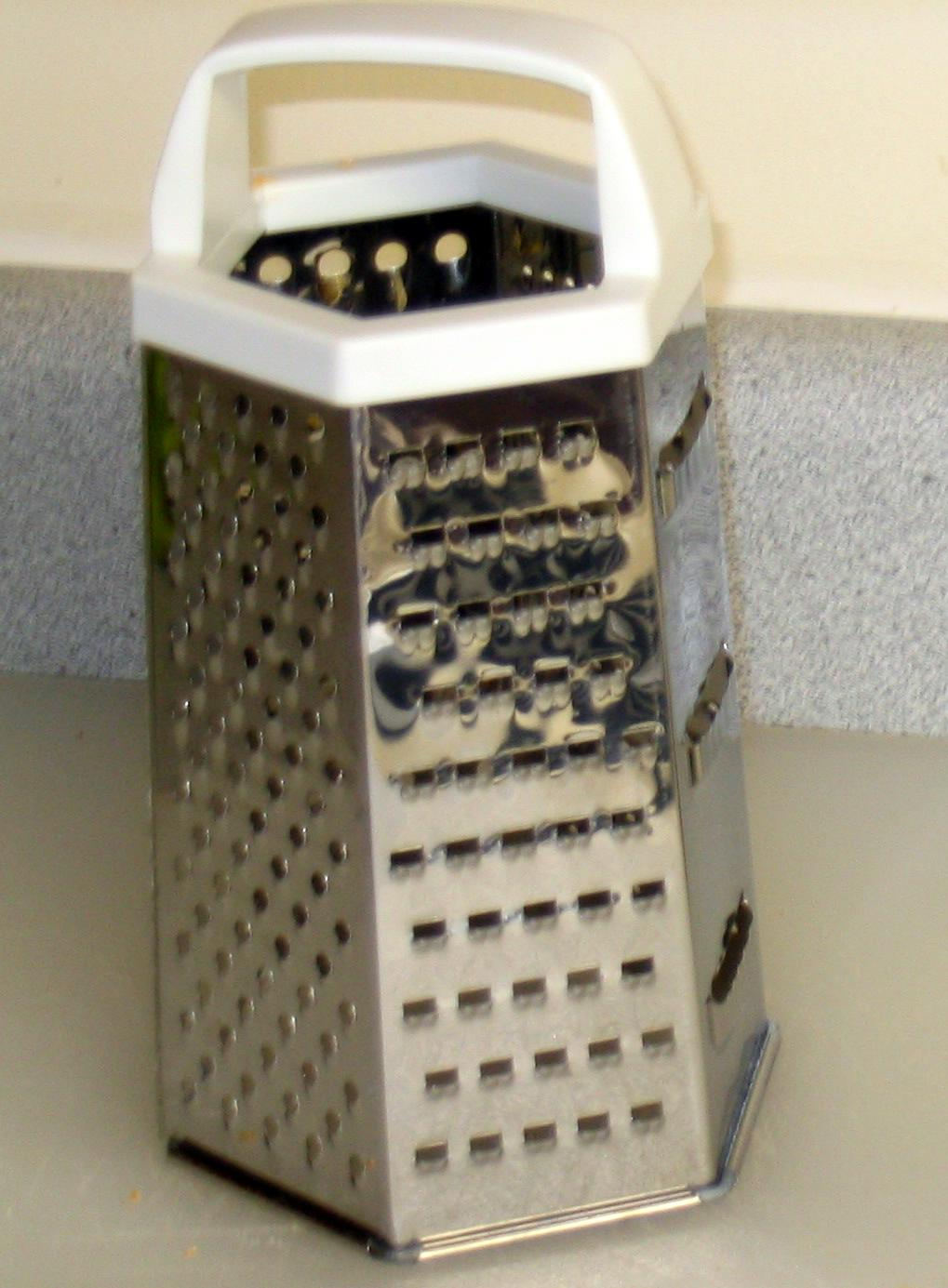
Rallador de Queso de diferentes calibres (una por cada cara).

Es un ingrediente muy empleado en las cocinas internacionales de todo el mundo, se puede ver como se asocia por regla general a la cocina italiana en la que aparece tradicionalmente asociado a la Lasagna (es la última capa gratinada que por regla general se presenta dura y dorada a los comensales) y a los gnocchi o incluso los platos de pasta a los que se suele añadir parmesano o reggiano por regla general de fuerte aroma. El queso rallado se añade finalmente a los risottos. Es uno de los ingredientes históricos de la pizza. En lascas (que no es precisamente rallado) se emplea en la elaboración de carpaccios de carne cruda cortada muy fina.
En la cocina francesa se emplea para decorar sopas como la bouillabaisse. En esta cocina se emplea como condimento o como decoración final mientras se emplatan y se decoran los platos. Se emplea igualmente en la elaboración de algunas salsas como salsa Mornay. En algunas ocasiones forma parte de ensaladas como la Cheeslaw así como en los bitoques de verdura. En la cocina estadounidense se emplea frecuentemente en el gratinado de diferentes verduras como pueden ser: setas, tomate, jamón, espárragos, etc. aunque participa en las primeras etapas de elaboración de platos como el macaroni and cheese.
En la cocina mexicana se emplea frecuentemente el queso rallado en la elaboración de diversos platillos y de esta forma se puede ver en las fajitas, las chalupas, las quesadillas, la sopa campesina, la sopa azteca, etc.
Debido a la gran cantidad de inmigrantes europeos en el Cono Sur de América (en especial procedentes de Italia) el queso rallado se emplea habitualmente en algunos platos de la cultura rioplatense, tanto de la Gastronomía de Argentina como igualmente de la vecina Gastronomía del Uruguay o Gastronomía de Paraguay y se consume generalmente con el tuco aderezando principalmente las pastas y la polenta aunque puede aplicarse a sopas o para realizar gratinados etc. Esto también sucede en Costa Rica, donde el queso ocupa un lugar importante en su cocina, tras fuertes influencias de grandes oleadas migratorias europeas. Hoy en día se ralla en todo tipo de platos: cremas, sopas, tortillas de maíz, verduras rellenas, pasteles y pastas; siendo particularmente empleados los quesos criollos palmito y semi-duro.
También en la cocina venezolana es empleado como parte del relleno de las típicas arepas y empanadas, así como acompañamiento del pabellón criollo (especialmente con las caraotas y el plátano). Igualmente, se suele espolvorear sobre las pastas (principalmente espagueti).

## Precauciones y conservación
Se aconseja guardar las bolsas de queso rallado adquiridas en el supermercado en el frigorífico y una vez abiertas es aconsejable que no pasen de 3 días, la temperatura óptima de conservación refrigerada está entre 1 °C y 8 °C. Pasado este tiempo se pueden modificar algunas de las características de sabor u olor del producto, aunque es adecuado para el consumo. Pasado este periodo es posible que aparezcan hongos, en ese caso se aconseja que se deseche toda la bolsa de queso rallado. Por este motivo, la mayoría de las personas evitan comprar el queso que se expende ya rallado optando por adquirir la pieza entera y de este modo pueden rallarla en casa; en efecto, en muchas recetas (principalmente italianas) se especifica que se use queso recién rallado para evitar alterar las características de aroma y sabor del plato.